# كليفلاند إلام
كليفلاند إلام (بالإنجليزية: Cleveland Elam)‏ هو لاعب كرة قدم أمريكية أمريكي، ولد في 5 أبريل 1952 في ممفيس في الولايات المتحدة، وتوفي في 12 يوليو 2012 في ساليسبري في الولايات المتحدة.

## وصلات خارجية
- كليفلاند إلام على موقع مرجع كرة القدم المحترفة.كوم (الإنجليزية)